# Ralph Coates
Ralph Coates (Sunderland, 26 aprile 1946 – Luton, 17 dicembre 2010) è stato un calciatore inglese, di ruolo centrocampista.

## Carriera

### Club
Ha sempre giocato nel campionato inglese.

### Nazionale
Ha giocato 4 partie con la Nazionale tra il 1970 e il 1971.

## Palmarès

### Club

#### Competizioni nazionali
- Coppa di Lega inglese: 1

Tottenham: 1972-1973

#### Competizioni internazionali
- Coppa di Lega Italo-Inglese: 1

Tottenham: 1971
- Coppa UEFA: 1

Tottenham: 1971-1972